# Samuel Hinds
Samuel Archibald Anthony Hinds (ur. 27 grudnia 1943 w Mahaicony) – gujański polityk, prezydent Gujany od 6 marca do 19 grudnia 1997 oraz premier tego kraju w latach 1992–1997, 1997–1999 oraz od 11 sierpnia 1999 do 20 maja 2015.

## Życiorys
Samuel Hinds urodził się w 1943 w miejscowości Mahaicony. Ukończył Queen College w Georgetown. W 1967 ukończył studia licencjackie z dziedziny inżynierii chemicznej na University of New Brunswick w Kanadzie.
Po ukończeniu studiów pracował jako inżynier w firmie Alcan, kanadyjskiej firmie wydobywającej aluminium. W latach 1983–1992 był członkiem Amerykańskiego Instytutu Inżynierii Metalurgicznej.
W fotelu premiera zasiadał po raz pierwszy w okresie od 9 października 1992 do 6 marca 1997. Po śmierci prezydenta Cheddi Jagana w marcu 1997, jako premier z mocy prawa zastąpił go na stanowisku. Zajmował je do 19 grudnia 1997, kiedy tuż po wyborach parlamentarnych nowe Zgromadzenie Narodowe wybrało prezydentem kraju wdowę po prezydencie Jaganie, Janet Jagan. Hinds został mianowany przez nową prezydent ponownie premierem kraju, sprawując ten urząd aż do 20 maja 2015 z kilkudniową przerwą w sierpniu 1999.
Hinds zrezygnował z urzędu premiera 9 sierpnia 1999 na rzecz Bharrata Jagdeo, by ten mógł, zgodnie z konstytucją jako premier, objąć 11 sierpnia 1999 stanowisko prezydenta, po rezygnacji z tego urzędu przez Janet Jagan. Tego samego dnia Jagdeo ponownie mianował Hindsa na stanowisko szefa rządu.
Po sukcesie wyborczym Ludowej Partii Postępowej (PPP, People’s Progressive Party) w wyborach parlamentarnych w marcu 2001 oraz w sierpniu 2006, Hinds zachował stanowisko premiera.
5 grudnia 2011, po zwycięstwie PPP w kolejnych wyborach parlamentarnych, prezydent Donald Ramotar zaprzysiągł nowy rząd, na czele którego ponownie stanął Hinds. W wyborach Ludowa Partia Postępowa zdobyła 32 mandaty w 65-osobowym Zgromadzeniu Narodowym i po raz pierwszy w historii kraju utworzyła rząd mniejszościowy.